# 中山養福
中山 養福（なかやま おさよし、文化5年〈1808年〉 - 嘉永2年〈1849年〉11月）は、江戸時代後期の絵師。通称は忠次、鍮次、忠次郎。号は竹窓、求古斉。
徳島藩の江戸八丁堀屋敷留守居役、中山百助の二男として江戸で生まれる。狩野晴川院養信に学び、徳島藩の絵師となる。文政12年（1829年）の藩の分限帳に「五人十石中山鋳冶」とある。
花鳥画が得意で、天保13年（1842年）筆の「真那鶴図」は徳島市の文化財に指定されている。明治時代の狩野派の大家・橋本雅邦と同門であったが、雅邦は「養福がもし生きていれば自分より上になったであろう」と語っている。嘉永2年（1849年）11月、江戸にて没、42歳。
養福の作品は比較的多く残っているが、鶴、虎などの題材で力作が多い。